# البيت على الحدود
البيت على الحدود (بالإنجليزية: The House on the Borderland)‏ (صدرت عام 1908) هي رواية رعب خارقة للطبيعة بقلم كاتب الخيال البريطاني وليام هوب هودجسون. تمثل الرواية سجلا عن رجل يعيش في منزل منعزل، وتجاربه عن المخلوقات الخارقة للطبيعة وأبعاد أخرى.
وضع كاتب الرعب الأمريكي لافكرافت هذه القصة وغيرها من أعمال هودجسون بأنها من أعظم ما أثر عليه،  وصفها تيري براتشيت أنها رواية «تمثل انفجارا كبيرا في عالمي الخاص بصفتي قارئا للخيال العلمي والفانتازيا وكاتب لاحقا».